# 820年
| 千纪： | 1千纪                                                                                           |
| 世纪： | 8世纪 \| 9世纪 \| 10世纪                                                                        |
| 年代： | 790年代 \| 800年代 \| 810年代 \| 820年代 \| 830年代 \| 840年代 \| 850年代                       |
| 年份： | 815年 \| 816年 \| 817年 \| 818年 \| 819年 \| 820年 \| 821年 \| 822年 \| 823年 \| 824年 \| 825年 |
| 纪年： | 庚子年（鼠年）；唐元和十五年；南诏大丰元年；吐蕃彝泰六年；日本弘仁十一年；渤海国建兴二年        |

## 大事记
- 中国
  - 成德節度使王承宗死，其弟王承元上表歸順朝廷。
  - 唐憲宗李純暴卒，據說是被宦官內常侍陳弘志和王守澄合謀毒死，但沒有無確實證據，权宦吐突承璀企圖擁立李惲為帝，王守澄、梁守謙等一派则先发制人拥立唐憲宗李純第三子李恆继位，是為唐穆宗，并杀死了吐突承璀及澧王李惲。
- 伊朗
  - 阿拔斯王朝哈里發馬蒙部下的將軍塔希爾·伊本·海珊在呼羅珊東部地區建立塔希爾王朝，定都梅爾夫。

## 出生
- 李畋，花炮祖師。

## 逝世
- 2月14日——李纯，唐宪宗，中国唐朝皇帝（778年出生，42岁）
- 2月14日——李惲，唐宪宗第二子，被宦官梁守謙所殺。
- 王承宗，成德節度使。